# 오진혁
오진혁(吳眞爀, 1981년 8월 15일~)은 대한민국의 양궁 선수, 지도자이다. 2012년 하계 올림픽에서 개인전 금메달과 단체전 동메달을 획득했으며, 2020년 하계 올림픽에서 단체전 금메달을 획득했다.

## 경력
충청남도 논산시 연무읍 출신으로, 연무중앙국민학교와 연무중학교, 충남체육고등학교, 한일장신대학교를 졸업하였다.
1998년 제32회 전국남녀종별선수권대회 단체전과 개인전을 1위를 휩쓸며 두각을 나타냈다. 그 후 국가대표로 선발되지 못해 슬럼프를 겪었고 국군체육부대에 입대하여 복무를 마친 이후에도 슬럼프가 계속되었다. 현대제철 양궁팀의 감독인 장영술의 부름을 받아 현대제철에 입단하였지만 성적 부진으로 잠시 팀에서 방출당하기도 했다. 이후 슬럼프를 청산하고 재기의 발판을 마련하게 되었다.

2009년 세계 신기록을 세우며 뒤늦은 전성기를 맞이하였다. 2010년에는 광저우에서 열린 아시안 게임 단체전에서 금메달을 획득하였고, 토리노에서 열린 2011년 세계 선수권 대회 단체전 1위, 개인전 2위를 기록하였다. 
2012년에는 런던에서 열린 2012년 하계 올림픽 단체전에서 임동현과 김법민과 함께 동메달을 획득하였고, 개인전 결승전에서 일본의 후루카와 다카하루를 꺾으며 대한민국 남자 양궁 개인전 최초의 금메달을 획득했다.
2020년 하계 올림픽에서 김우진과 김제덕과 함께 단체전 금메달을 획득했으며, 이 때 중화 타이베이와의 결승에서 마지막 화살을 맡았다. 이 때 활을 쏜 후 내뱉은 "끝"이라는 한 마디로 화제가 되었다.

## 수상
- 한국 양궁 60주년 공로패

### 수훈
- 체육훈장 청룡장(2019년 10월 15일)

## 학력
- 연무중앙초등학교
- 연무중학교
- 충남체육고등학교
- 한일장신대학교